# Proenzyme
Une proenzyme ou zymogène est un précurseur protéique d'une enzyme, c'est-à-dire un composé protidique inactif, dépourvu d'activité enzymatique, mais qui peut donner après activation une enzyme active.
L'intérêt pour l'organisme est de pouvoir synthétiser une enzyme et de l'activer plus tard, lorsque les conditions le nécessitent. L'enzyme peut ainsi être stockée sous une forme inactive donc inoffensive (cas de la trypsine par exemple).

## Exemples
- le trypsinogène devient trypsine,
- le chymotrypsinogène devient chymotrypsine (enzyme active),
- le pepsinogène devient pepsine,
- le fibrinogène devient fibrine (voir aussi Facteurs de coagulation),
- la proélastase devient élastase,
- les procarboxypeptidases A et B deviennent carboxypeptidases A et B,
- Protéines du complément.